# Matthew Etherington
Matthew Etherington (født 14. august 1981 i Truro, England) er en engelsk tidligere fodboldspiller, der spillede som midtbanespiller. Gennem karrieren spillede han blandt andet for West Ham United, Stoke City, Peterborough United, Tottenham Hotspur og på leje hos Bradford City.
I sin tid hos West Ham var Etherington med til at nå finalen i FA Cuppen i 2006, en kamp der dog blev tabt efter straffesparkskonkurrence til Liverpool F.C.

## Landshold
Etherington nåede aldrig at repræsentere Englands A-landshold, men spillede som ungdomsspiller for landet på både U-20 og U-21 niveau.